# ملك غرينادا
الملكية في غرينادا هي نظام حكم يكون فيه الملك الوراثي هو الحاكم ورئيس دولة غرينادا. الملك الغرينادي الحالي ورئيس الدولة منذ 8 سبتمبر 2022 هو الملك تشارلز الثالث. وباعتباره صاحب السيادة، فهو التجسيد الشخصي للتاج الغرينادي. على الرغم من أن شخص الملك مشترك بالتساوي مع 14 دولة مستقلة أخرى داخل الكومنولث الدولي، فإن الملكية في كل دولة منفصلة ومتميزة قانونيا. ونتيجة لذلك، يحمل الملك الحالي رسميا لقب ملك غرينادا، وبهذه الصفة، يتولى هو وأعضاء آخرون من العائلة المالكة مهام عامة وخاصة محليا وخارجيا كممثلين لغرينادا. ومع ذلك، فإن الملك هو العضو الوحيد في العائلة المالكة الذي يتمتع بأي دور دستوري.
تقع كافة السلطات التنفيذية في غرينادا على عاتق الملك، ويتطلب برلمان غرينادا الحصول على الموافقة الملكية لسن القوانين، ولكي يكون لبراءات الاختراع والأوامر الصادرة عن المجلس أثر قانوني. يتم ممارسة معظم الصلاحيات من قبل أعضاء البرلمان المنتخبين، ووزراء التاج الذين يتم اختيارهم عمومًا من بينهم، والقضاة وقضاة الصلح. وتعتبر الصلاحيات الأخرى الممنوحة للملك، مثل إقالة رئيس الوزراء، ذات أهمية كبيرة ولكنها تُعامل فقط باعتبارها صلاحيات احتياطية وجزءًا أمنيًا مهمًا من دور النظام الملكي.
تعمل التاج في المقام الأول كضامن غير حزبي للحكم المستمر والمستقر في البلاد، وكان أبرز مثال على ذلك فترة الحكومة الثورية من عام 1979 إلى عام 1983. في حين أن بعض الصلاحيات لا يمارسها إلا الملك، فإن معظم واجبات الملك التشغيلية والاحتفالية يمارسها ممثله، الحاكم العام لغرينادا.

## تاريخ
اكتشفت غرينادا بواسطة كريستوفر كولومبوس في عام 1498. كانت غرينادا أول مستوطنة من قبل السكان الأصليين ، وبحلول وقت الاتصال الأوروبي كان يسكنها الكاريبيون. قام المستعمرون الفرنسيون بقتل معظم الكاريبيين في الجزيرة وأنشأوا مزارع على الجزيرة، وفي نهاية المطاف قاموا باستيراد العبيد الأفارقة للعمل في مزارع السكر. ظلت غرينادا تابعة لفرنسا حتى عام 1762، عندما استسلمت للبريطانيين. تم التنازل عنها رسميًا لبريطانيا في عام 1763 بموجب معاهدة باريس. في عام 1779 استعادها الفرنسيون، ولكن أعيدت إلى بريطانيا في عام 1783. أخيرًا دخل تحرير العبيد حيز التنفيذ في عام 1833.
كانت غرينادا المقر الرئيسي لحكومة جزر ويندوارد البريطانية من عام 1885 حتى عام 1958، عندما انضمت غرينادا إلى اتحاد جزر الهند الغربية . انتهى الاتحاد في عام 1962، وبعد ذلك حاولت غرينادا الاتحاد مع الأقاليم المتبقية في شرق البحر الكاريبي. في مارس/آذار 1967، حصلت الجزيرة على وضع "الدولة المشاركة" من المملكة المتحدة، مما منحها السيطرة الكاملة على شؤونها الداخلية.

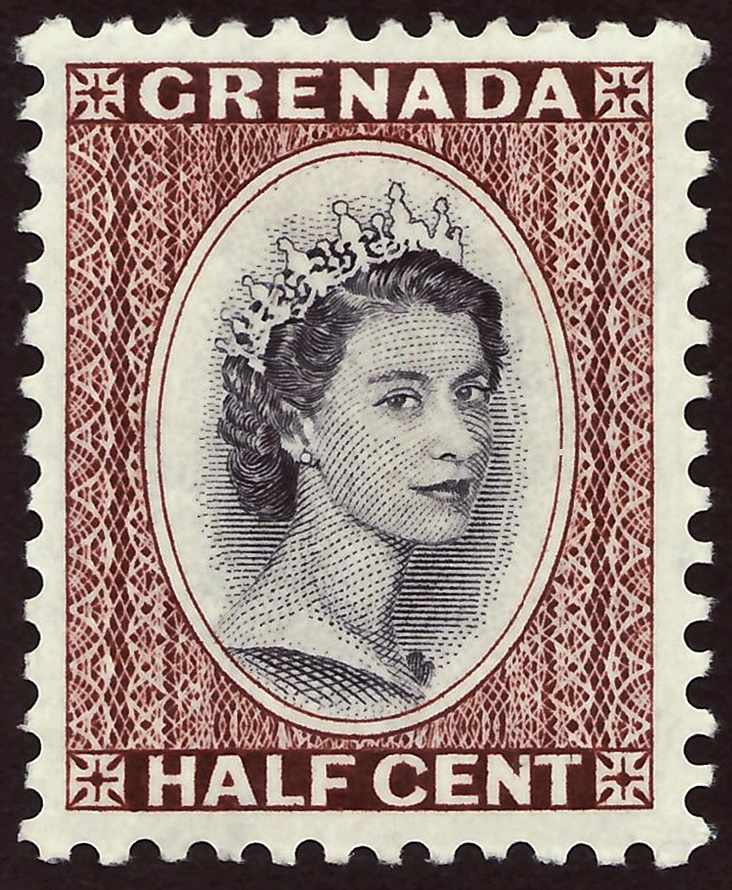

انعقد مؤتمر دستوري في لندن سنة 1973. حصلت غرينادا على استقلالها في 7 فبراير 1974، كدولة ذات سيادة وملكية دستورية مستقلة مع الملكة إليزابيث الثانية كرئيسة لدولة غرينادا. كان من المقرر أن يمثل الأمير ريتشارد من جلوستر الملكة في احتفالات الاستقلال، ولكن تم إلغاء زيارته لأن عملية الانتقال إلى الاستقلال اتسمت بالعنف والإضرابات والجدل حول إريك جيري ، الذي تم تعيينه رئيسًا للوزراء. استمرت المعارضة لحكم جيري في التصاعد، وقام تحالف يسمى حركة الجوهرة الجديدة بتنظيم انقلاب غير دموي في عام 1979، وأعلن عن حكومة الثورة الشعبية في غرينادا، مع زعيمهم موريس بيشوب رئيسًا للوزراء.

## الحكومة الثورية الشعبية (1979-1983)
استولت حركة الجوهرة الجديدة بقيادة موريس بيشوب على السلطة في انقلاب عسكري وأسست حكومة الثورة الشعبية في 13 مارس 1979. في 25 مارس، أعلن بيشوب قوانين الشعب، التي أوقفت فعليًا دستور عام 1974، لكنها احتفظت بالملكة كرئيسة لدولة غرينادا. نص قانون الشعب رقم 3 على ما يلي: "يظل رئيس الدولة صاحب الجلالة الملك، ويظل ممثلها في هذا البلد هو الحاكم العام الذي يؤدي المهام التي تنصح بها الحكومة الثورية الشعبية من وقت لآخر".
اعتُبر هذا بمثابة محاولة من جانب حكومة الثورة الشعبية لإضفاء هالة من الشرعية الدستورية على إدارتها. أصبح الحاكم العام بول سكون، الذي ظل في منصبه أيضًا ممثلًا للملكة، مجرد شخصية رمزية، حيث تولت حكومة المملكة المتحدة الصلاحيات التنفيذية والتشريعية. في الفترة ما بين عامي 1979 و1983، قيل إن علاقة سكاون مع PRG كانت "مريحة إلى حد ما". قد كان هذا بمثابة المرة الأولى في التاريخ التي ظهرت فيها "ملكية شيوعية" داخل الكومنولث الدولي.
في أكتوبر/تشرين الأول 1983، وفي أعقاب صراع على السلطة داخل إدارة بيشوب، أُطيح بحكومة الثورة الشعبية في انقلاب عنيف أُعدم فيه رئيس الوزراء بيشوب وعدد من المسؤولين الحكوميين الآخرين. استولى مجلس عسكري مكون من 16 عضوًا بقيادة هدسون أوستن على السلطة ووضع سكاون تحت الإقامة الجبرية. طلب سكون، من خلال قنوات دبلوماسية سرية، من الولايات المتحدة والدول المعنية في منطقة البحر الكاريبي التدخل لاستعادة السلام والنظام في الجزيرة. وأكد التحالف الغازي أن سكاون كان من حقه أن يفعل ذلك، وأنه كان يتصرف بموجب الصلاحيات الاحتياطية المخولة للتاج . لكن فحصًا أجراه خبير مستقل وجد لاحقًا أساسًا دستوريًا مشكوكًا فيه لدعوة سكون للتدخل الأجنبي وتوليه السلطة التنفيذية والتشريعية. في 25 أكتوبر 1983، وفي أعقاب غزو الولايات المتحدة لغرينادا ، تم عزل المجلس العسكري، وتم إجلاء سكاون وعائلته من مقر إقامته الرسمي في سانت جورج. وسارعت حكومتا الولايات المتحدة ومنطقة البحر الكاريبي إلى تأكيد أن سكون هو الممثل الشرعي الوحيد للملكة في غرينادا - وبالتالي فهو السلطة القانونية الوحيدة في الجزيرة. قد تم التأكيد لاحقًا على أن سكاون كان على اتصال بالملكة قبل الغزو؛ ومع ذلك، نفى مكتب الملكة علمه بأي طلب للقيام بعمل عسكري، وكانت الملكة "منزعجة للغاية" من غزو أحد ممالكها. كانت الوثيقة الوحيدة التي وقعها الحاكم العام والتي تطلب المساعدة العسكرية مؤرخة بعد الغزو، مما أثار التكهنات بأن الولايات المتحدة استخدمت سكاون كذريعة لغزو غرينادا. أوضح سكاون في مذكراته التي نشرت عام 2003 أنه طلب من حكومات أخرى في منطقة الكاريبي تدخل قوة عسكرية متحالفة.
في أعقاب الغزو، تولى الحاكم العام، في غياب البرلمان والحكومة المنتخبة، الصلاحيات التنفيذية والتشريعية، وأعاد العمل بدستور عام 1974. تم تعيين مجلس استشاري مؤقت مكون من تسعة أعضاء، بقيادة نيكولاس براثويت، في نوفمبر 1983، ليخدم حتى الانتخابات المقررة في عام 1984، والتي أسفرت لاحقًا عن فوز هربرت بليز من الحزب الوطني الجديد. يشكل هذا إحدى المرات القليلة في تاريخ الكومنولث التي كانت فيها التاج هي السلطة التنفيذية النشطة والمهيمنة في المملكة.

## التاج الغرينادي وجوانبه
غرينادا هي واحدة من خمس عشرة دولة مستقلة، تُعرف باسم ممالك الكومنولث، والتي تتقاسم سيادتها مع ممالك أخرى في الكومنولث ، حيث تكون علاقة الملك مع غرينادا مستقلة تمامًا عن منصبه كملك لأي مملكة أخرى. على الرغم من أن كل مملكة من ممالك الكومنولث بما في ذلك غرينادا تتقاسم نفس الشخص كملك لها، فإنها تتمتع بالسيادة والاستقلال عن المملكة الأخرى. يتم تمثيل الملك الغرينادي بواسطة نائب الملك الحاكم العام لغرينادا في البلاد.
منذ استقلال غرينادا في عام 1974، كان للتاج الوطني الشامل طابع مشترك وآخر منفصل، وكان دور الملك كملك لغرينادا مختلفًا عن وضعه كملك لأي مملكة أخرى، بما في ذلك المملكة المتحدة. وبذلك توقفت الملكية عن كونها مؤسسة بريطانية حصرية، وأصبحت في غرينادا مؤسسة غرينادية أو "مدجنة".
يتضح هذا التقسيم بعدة طرق: فالملك، على سبيل المثال، يحمل لقبًا غريناديًا فريدًا، وعندما يتصرف في الأماكن العامة على وجه التحديد كممثل لغرينادا، فإنه يستخدم، حيثما أمكن، رموز غرينادا، بما في ذلك العلم الوطني للبلاد، والرموز الملكية الفريدة، وما شابه ذلك. لا يجوز إلا لوزراء الحكومة الغرينادية تقديم المشورة للملك بشأن شؤون غرينادا. في غرينادا، يشار إلى الشخصية القانونية للدولة باسم جلالة الملك بحق غرينادا، جلالة الملك بحق حكومته في غرينادا، أو التاج بحق حكومته في غرينادا.

## عنوان
في غرينادا، اللقب الرسمي للملك هو: تشارلز الثالث، بفضل الله، ملك غرينادا وممالكه وأقاليمه الأخرى، رئيس الكومنولث. ينقل هذا الأسلوب وضع غرينادا كملكية مستقلة، ويسلط الضوء على دور الملك على وجه التحديد باعتباره حاكم غرينادا، بالإضافة إلى الجانب المشترك للتاج في جميع الممالك. عادةً ما يُطلق على الملك لقب "ملك غرينادا"، ويُخاطب بهذا الاسم عندما يكون في غرينادا، أو أثناء أداء واجبات نيابة عن غرينادا في الخارج.

## قسم الولاء
يعتبر تجسيدًا للدولة، فإن الملك هو موضع قسم الولاء. يتم ذلك ردًا على قسم التتويج الذي يتعهد فيه الملك بحكم شعوب ممالكهم "وفقًا لقوانينهم وعاداتهم الخاصة". قسم الولاء في غرينادا هو:
"أنا (الاسم)، أقسم أو أؤكد رسميًا أنني سأحمل الولاء الحقيقي لجلالة الملك تشارلز الثالث، وورثته وخلفائه، وفقًا للقانون. فساعدني يا الله."

## الخلافة
تخضع غرينادا لقانون المملكة المتحدة لتحديد خط الخلافة. تتم الخلافة عن طريق البكورية المطلقة التي تحكمها أحكام قانون خلافة التاج لعام 2013، بالإضافة إلى قانون التسوية رقم 1701 ووثيقة الحقوق رقم 1689 . يقتصر هذا التشريع على الخلافة على الأبناء الطبيعيين (غير المتبنين ) الشرعيين لصوفيا، ناخبة هانوفر ، وينص على أن الملك لا يمكن أن يكون كاثوليكيًا رومانيًا ، ويجب أن يكون على اتصال بكنيسة إنجلترا عند اعتلائه العرش. على الرغم من أن هذه القوانين الدستورية، كما تنطبق على غرينادا، لا تزال تقع ضمن سيطرة البرلمان البريطاني ، لا يمكن للمملكة المتحدة ولا غرينادا تغيير قواعد الخلافة دون موافقة إجماعية من الممالك الأخرى، ما لم يتم ترك علاقة الملكية المشتركة صراحةً. وينطبق هذا الأمر على نحو مماثل على جميع العوالم الأخرى، وقد تم تشبيهه بمعاهدة بين هذه البلدان.

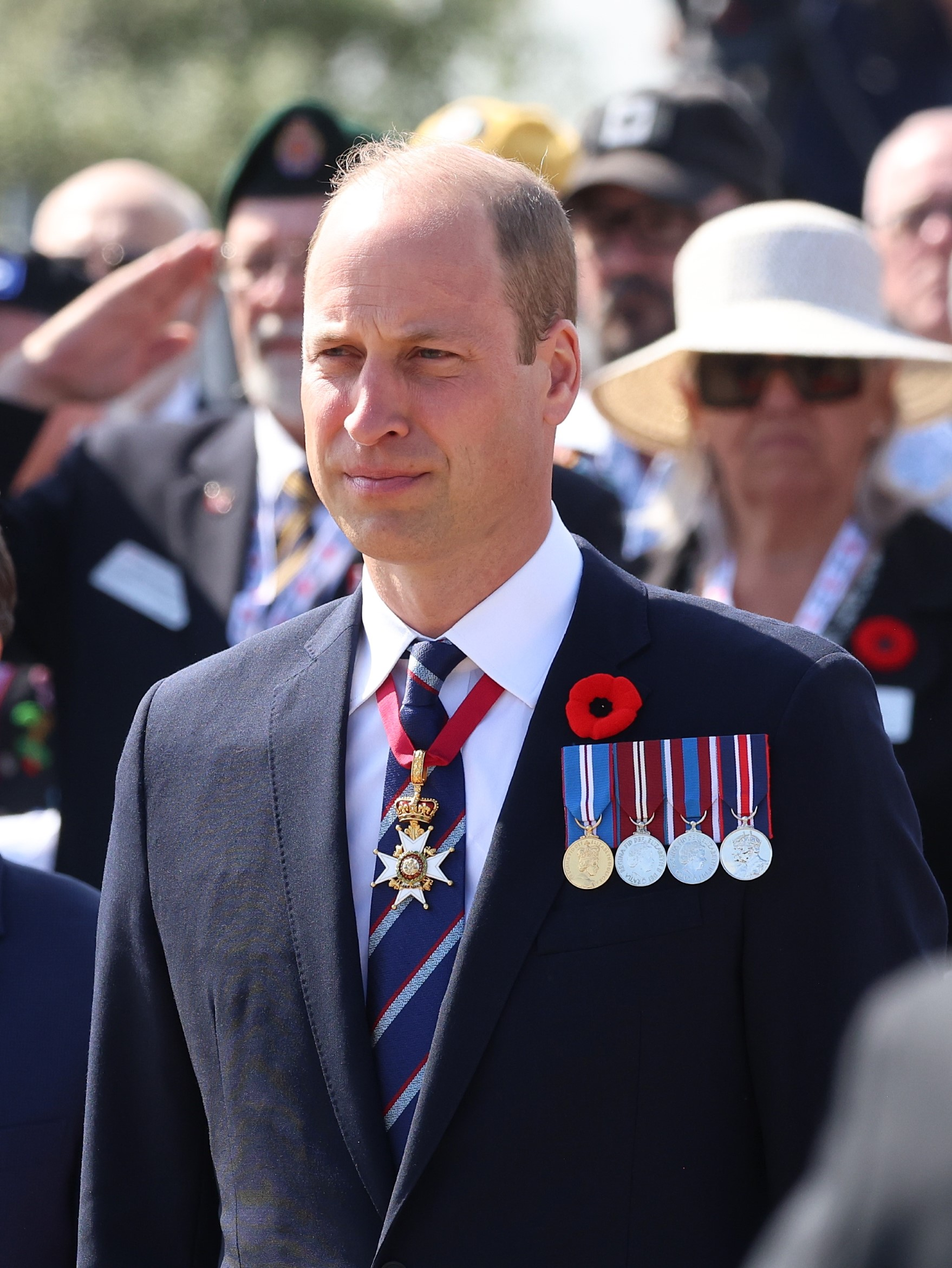

عند وفاة الملك أو تنازله عن العرش، من المعتاد أن يتم الإعلان علنًا عن تولي الملك الجديد العرش من قبل الحاكم العام في العاصمة سانت جورج ، بعد تولي الملك العرش. بغض النظر عن أي إعلانات، فإن وريث الملك الراحل يخلفه على الفور وبشكل تلقائي، دون الحاجة إلى تأكيد أو مراسم أخرى. وتلي ذلك أيضًا فترة مناسبة من الحداد، حيث يتم تنكيس الأعلام في جميع أنحاء البلاد تكريمًا للملك الراحل. من المرجح أن تقام مراسم تذكارية لإحياء ذكرى الملك الراحل.

## الدور الدستوري والامتياز الملكي
يتألف دستور غرينادا من مجموعة متنوعة من القوانين والاتفاقيات التي تمنح البلاد نظامًا برلمانيًا للحكومة في ظل ملكية دستورية، حيث تكون أدوار الملك والحاكم العام قانونية وعملية، ولكنها ليست سياسية. تعتبر التاج مؤسسة، حيث تتقاسم عدة أجزاء سلطتها مع الكل، حيث يكون الملك هو الشخص في مركز البناء الدستوري،  وهذا يعني أن جميع سلطات الدولة تقع دستوريًا في يد الملك الغرينادي. وعلى هذا النحو، تمتلك التاج جميع الممتلكات الحكومية؛ وتنتقل ملكية جميع الأراضي العامة إلى الحاكم العام، ولذلك تسمى أراضي التاج. يشار إلى حكومة غرينادا رسميًا أيضًا باسم حكومة جلالة الملك في غرينادا.
يتم ممارسة وظائف رئيس الدولة نيابة عن الملك من قبل ممثله، الحاكم العام لغرينادا. ومع ذلك، يجوز للملك أداء بعض الوظائف الاحتفالية أثناء وجوده في غرينادا. يعترف الدستور بسلطة الملك غير المقيدة، كمسألة قانونية، في تعيين أو عزل الحاكم العام، ولكن من المتعارف عليه دستوريًا أن يمارس الملك هذه الصلاحيات وفقًا لنصيحة رئيس وزراء غرينادا.
تعمل جميع مؤسسات الحكومة تحت سلطة الملك؛ والسلطات الواسعة التي تنتمي إلى التاج الغرينادي تُعرف مجتمعة باسم الامتياز الملكي. لا يشترط الحصول على موافقة البرلمان لممارسة الامتياز الملكي، وعلاوة على ذلك، فإن موافقة التاج مطلوبة قبل أن يتمكن أي من مجلسي البرلمان من مناقشة مشروع قانون يؤثر على امتيازات الملك أو مصالحه.

## تنفيذي
أحد الواجبات الرئيسية للتاج هو تعيين رئيس وزراء، والذي يرأس بعد ذلك مجلس وزراء غرينادا ويقدم المشورة للملك أو الحاكم العام حول كيفية تنفيذ سلطاتهم التنفيذية على جميع جوانب العمليات الحكومية والشؤون الخارجية. إن دور الملك، وبالتالي دور نائب الملك، رمزي وثقافي بالكامل تقريبًا، حيث يعمل كرمز للسلطة القانونية التي تعمل بموجبها جميع الحكومات والوكالات، بينما يوجه مجلس الوزراء استخدام الامتياز الملكي، والذي يتضمن امتياز إعلان الحرب، والحفاظ على سلام الملك ، وكذلك استدعاء البرلمان وتأجيله والدعوة إلى الانتخابات. ومع ذلك، من المهم أن نلاحظ أن الامتياز الملكي ينتمي إلى التاج وليس إلى أي من الوزراء، على الرغم من أنه قد يبدو في بعض الأحيان على هذا النحو، ويسمح الدستور للحاكم العام باستخدام هذه الصلاحيات من جانب واحد فيما يتعلق بإقالة رئيس الوزراء وحل البرلمان وإقالة القاضي في حالات الأزمات الدستورية الاستثنائية. هناك أيضًا بعض الواجبات التي يقوم بها الملك على وجه التحديد، مثل تعيين الحاكم العام.
للحفاظ على استقرار حكومة غرينادا، يعين الحاكم العام رئيسًا للوزراء الفرد الأكثر احتمالية للحفاظ على دعم مجلس النواب. ويعين الحاكم العام أيضًا مجلس الوزراء، بناءً على توجيهات رئيس الوزراء. يتم إبلاغ الملك من قبل نائبه بقبول استقالة رئيس الوزراء وأداء رئيس وزراء جديد وأعضاء آخرين في الوزارة للقسم، ويظل مطلعًا بشكل كامل من خلال الاتصالات المنتظمة من وزرائه الغريناديين. يتم تعيين أعضاء مختلف الوكالات التنفيذية والمسؤولين الآخرين من قبل التاج. كما يقع تعيين أعضاء مجلس الشيوخ والقضاة والمسجلين والموظفين القانونيين ضمن الاختصاص الملكي.

## الشؤون الخارجية
يمتد الامتياز الملكي أيضًا إلى الشؤون الخارجية: إذ يصادق الحاكم العام على المعاهدات والتحالفات والاتفاقيات الدولية. كما هو الحال مع الاستخدامات الأخرى للامتياز الملكي، لا يشترط الحصول على موافقة برلمانية. ومع ذلك، لا يمكن للمعاهدة أن تغير القوانين المحلية لغرينادا؛ وفي مثل هذه الحالات يكون صدور قانون من البرلمان ضروريا. كما يقوم الحاكم العام، نيابة عن الملك، باعتماد المفوضين الساميين والسفراء الغريناديين ويستقبل الدبلوماسيين من الدول الأجنبية. بالإضافة إلى ذلك، فإن إصدار جوازات السفر يقع ضمن الاختصاص الملكي، وبالتالي يتم إصدار جميع جوازات السفر الغرينادية باسم الحاكم العام، ممثل الملك في البلاد.

## البرلمان
يعد الملك، إلى جانب مجلس الشيوخ ومجلس النواب، أحد المكونات الثلاثة لبرلمان غرينادا. تتجسد سلطة التاج في الصولجانات التي تحمل تاجًا في قمتها. لدى غرينادا صولجانان، واحد لمجلس الشيوخ (صُنع في عام 1967)، وواحد لمجلس النواب (صُنع في القرن الثامن عشر). مع ذلك، لا يشارك الملك في العملية التشريعية؛ أما نائب الملك فيشارك فيها فقط في منح الموافقة الملكية. علاوة على ذلك، ينص الدستور على أن الحاكم العام هو المسؤول الوحيد عن تعيين أعضاء مجلس الشيوخ. يتعين على نائب الملك أن يقوم بتعيين سبعة أعضاء في مجلس الشيوخ بناءً على مشورة رئيس الوزراء، وثلاثة بناءً على مشورة زعيم المعارضة، وثلاثة بناءً على مشورة رئيس الوزراء بعد أن يتشاور رئيس الوزراء مع المنظمات أو المصالح التي يمثلها أعضاء مجلس الشيوخ.  وكانت هناك حالتان، في عامي 2013 و2018، عندما لم يكن لدى غرينادا معارضة برلمانية رسمية، حيث فاز الحزب الوطني الجديد بجميع المقاعد في البرلمان. في هذه المناسبات، تصرف الحكام العامون آنذاك بناءً على حكمهم المتعمد بتعيين أعضاء المؤتمر الوطني الديمقراطي المهزوم في مجلس الشيوخ من أجل تقديم المعارضة للحكومة.
بالإضافة إلى ذلك، يقوم نائب الملك باستدعاء البرلمان وتأجيله وحله، وبعد ذلك، عادة ما يتم إسقاط أوامر إجراء الانتخابات العامة من قبل الحاكم العام في دار الحكومة، سانت جورج. تتميز الدورة البرلمانية الجديدة بافتتاح البرلمان، حيث يقرأ الملك أو الحاكم العام خطاب العرش.

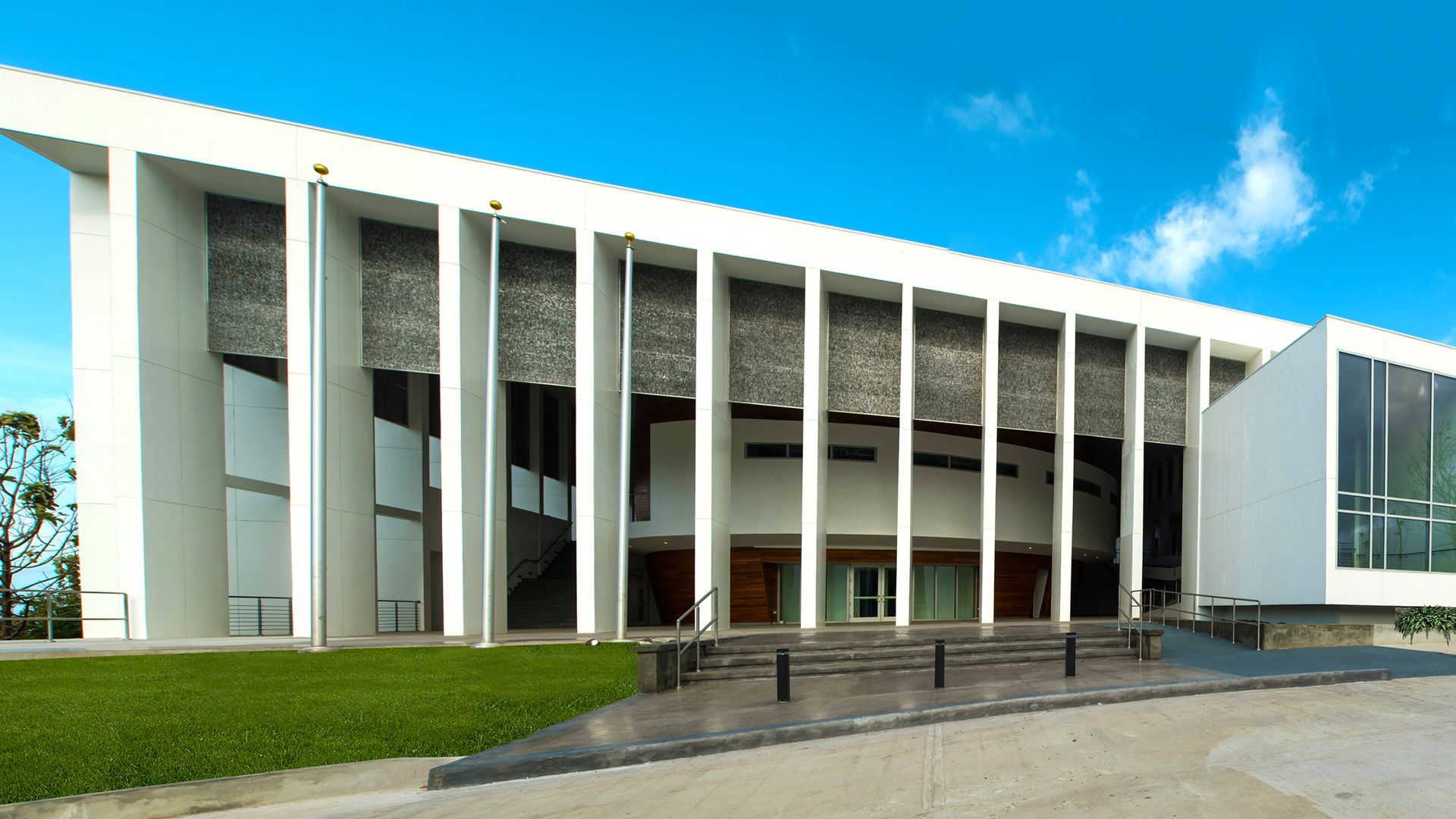

لا يتم سن جميع القوانين في غرينادا إلا بمنح نائب الملك الموافقة الملكية باسم الملك. وهكذا، تبدأ مشاريع القوانين بالعبارة التالية: "يُسن هذا القانون من قبل جلالة الملك الأعظم، وبمشورة وموافقة مجلس الشيوخ ومجلس النواب في غرينادا، وبسلطة منهما، على النحو التالي: الموافقة الملكية والإعلان مطلوبان لجميع أعمال البرلمان، وعادة ما يتم منحها أو حجبها من قبل الحاكم العام، مع الختم العام لغرينادا.

## المحاكم
إن الملك مسؤول عن تحقيق العدالة لجميع رعيته، ولهذا السبب يعتبر تقليديًا مصدر العدالة. في غرينادا، تعتبر الجرائم الجنائية قانونيًا جرائم ضد الملك، وتتم إجراءات الجرائم التي تستوجب الاتهام باسم الملك في شكل الملك [أو الملكة] ضد [الاسم] . من ثم، فإن القانون العام ينص على أن الملك لا يمكن أن يرتكب خطأ، ولا يمكن محاكمة الملك في محاكمه الخاصة بتهمة ارتكاب جرائم جنائية.
يتم تعيين القضاة من قبل الحاكم العام، بناءً على مشورة لجنة الخدمات القضائية والقانونية، بما يتماشى مع المادة 88 من الدستور. تقوم لجنة الخدمات القضائية والقانونية، بموجب أمر المحكمة العليا لعام 1967، بتعيين قضاة المحكمة العليا في غرينادا ودول جزر الهند الغربية المرتبطة نيابة عن الملك. في هذه الأثناء، يتم تعيين رئيس المحكمة من قبل الملك من خلال رسائل براءات الاختراع. أعلى محكمة استئناف في غرينادا هي اللجنة القضائية للمجلس الملكي الخاص.
يمكن للحاكم العام، نيابة عن الملك الغرينادي، أن يمنح الحصانة من الملاحقة القضائية، وممارسة الامتياز الملكي للرحمة، والعفو عن الجرائم ضد التاج، إما قبل أو أثناء أو بعد المحاكمة. ويرد وصف لممارسة "حق الرحمة" في منح العفو وتبديل أحكام السجن في المادة 72 من الدستور.

## الدور الثقافي

### التاج والشرف
في ممالك الكومنولث، يُعتبر الملك مصدر الشرف. على نحو مماثل، يمنح الملك، الذي يجلس على قمة نظام الشرف في غرينادا، الجوائز والأوسمة في غرينادا باسمه. يتم منح معظمها في كثير من الأحيان بناءً على نصيحة "وزراء صاحب الجلالة في غرينادا". من خلال إقرار قانون الأوسمة والجوائز الوطنية في عام 2007، أنشأت غرينادا وسامًا وطنيًا، وهما وسام البطل الوطني ووسام غرينادا (الذي يتضمن وسام الأمة ). يعمل الملك كحاكم لهذه الأوامر، بينما يعمل نائبه الملكي، الحاكم العام، كمستشار.

### التاج وقوات الشرطة
قوة الشرطة الوطنية في غرينادا تُعرف باسم " قوة شرطة غرينادا الملكية . تقع التاجة على قمة قوة شرطة غرينادا الملكية، ويتم تعيين رئيس الشرطة من قبل الحاكم العام. يظهر تاج القديس إدوارد على شارات وشعارات رتب قوات الشرطة، مما يوضح أن النظام الملكي هو مركز السلطة. تُعرف خدمة السجون في غرينادا أيضًا باسم سجون جلالته. يجب على كل عضو في قوة الشرطة أن يقسم قسم الولاء لملك غرينادا عند تعيينه. بموجب قانون الشرطة في غرينادا، القسم الحالي هو:
"أنا، (الاسم)، أقسم بموجب هذا بالله العظيم (أو أعلن وأؤكد بموجب هذا رسميًا وصادقًا) بأنني سأكون مخلصًا وأحمل الولاء الحقيقي لجلالة الملك تشارلز الثالث، ورثته وخلفائه، وأنني سأفعل ذلك أخدم بأمانة جلالة الملك وورثته وخلفائه أثناء خدمتي في قوة شرطة غرينادا الملكية، وأنني سأخضع نفسي لجميع القوانين والأوامر واللوائح المعمول بها في الوقت الحالي والتي تتعلق بالقوة وسأقوم بجميع المهام واجبات ضابط الشرطة وفقا للقانون، دون خوف أو محاباة أو مودة أو سوء نية".

### الرموز الملكية الغرينادية
الرمز الرئيسي للملكية الغرينادية هو الملك نفسه. ولذلك، يتم عرض صوره المؤطرة في المباني العامة والمكاتب الحكومية. ويظهر الملك أيضًا على الطوابع التذكارية في غرينادا. تُستخدم الصولجانات الاحتفالية في كلا مجلسي البرلمان لتمثيل السلطة الملكية للحاكم. ويظهر التاج أيضًا على شارات الشرف وضباط قوة الشرطة، مما يوضح أن النظام الملكي هو مركز السلطة. حفظ الله الملك هو النشيد الملكي لغرينادا.

بموجب قانون الجنسية في غرينادا، يتعين على المواطنين الغريناديين الجدد أن يقسموا يمين الولاء لملك غرينادا وورثته وخلفائه. يتم بث رسالة الملك بمناسبة عيد الميلاد إلى الكومنولث من قبل الحكومة الغرينادية في 25 ديسمبر.

### الزيارات الملكية
زارت الأميرة مارغريت غرينادا في عام 1955. زارت الملكة إليزابيث الثانية غرينادا لأول مرة خلال جولتها في منطقة البحر الكاريبي عام 1966. كان هناك سباق لليخوت في الميناء، وفي سانت جورج، غنى الأطفال المحليون أغنية الترحيب. وفي وقت لاحق، قامت الملكة بغرس شجرة، وشاهدت معرضًا زراعيًا وعروضًا متنوعة. في عام 1985، افتتحت الملكة البرلمان في سانت جورج وحضرت حفل تنصيب وعرضًا ثقافيًا. قام إيرل ويسيكس بزيارة في أكتوبر 2003 بصفته أمينًا لجمعية جائزة دوق إدنبرة الدولية، وقدَّم الجوائز في ريكس غريناديان. عاد إيرل ويسيكس في نوفمبر 2004 لزيارة بعض المناطق التي دمرها إعصار إيفان. قام دوق يورك بزيارة غرينادا في فبراير 2004 وقام بجولة في دار دوروثي هوبكنز للمعاقين ومدرسة غرينادا الثانوية للبنين، سانت جورج. زارت الأميرة الملكية كندا في يونيو 2011 لتقديم الجوائز الذهبية للمتفوقين الشباب في جائزة دوق إدنبرة، وحضرت المناقشات كجزء من حوار القادة الناشئين في منطقة البحر الكاريبي وكندا.
زار إيرل وكونتيسة ويسيكس البلاد في عام 2012 للاحتفال باليوبيل الماسي للملكة . أثناء زيارتهما، حضر الزوجان تجمعًا للشباب، والتقيا بالطلاب خلال معرض فني، وكشفا عن لوحة تذكارية في الحدائق النباتية. قامت الأميرة الملكية بزيارة غرينادا مرة أخرى في عام 2015 بصفتها رئيسة لحوار القادة الناشئين في منطقة البحر الكاريبي وكندا وحضرت حلقة نقاش في جامعة سانت جورج. حضرت الأميرة بعد ذلك حفل توزيع جوائز دوق إدنبرة الدولية في غرينادا.
زار الأمير هاري غرينادا في عام 2016، وهو العام الذي يصادف عيد ميلاد الملكة التسعين. وبعد وصوله إلى ميناء غرينادا للرحلات البحرية، سافر الأمير إلى ملعب كوينز بارك لحضور حدث رياضي مجتمعي، ثم زار في وقت لاحق شاطئ غراند آنس للتعرف على التأثير المدمر لتغير المناخ. وشاهد الأمير كيف كان البستانيون المرجانيون يعيدون بناء الشعاب المرجانية، وتعرف على جهود غرينادا في استعادة أشجار المانجروف التي دمرها إعصار إيفان في عام 2004. خلال الزيارة، أطلق الأمير أيضًا منحة الضيافة الملكية للعاملين الطموحين في مجال الضيافة من منطقة البحر الكاريبي.
قام تشارلز، أمير ويلز ، وكاميلا، دوقة كورنوال بزيارة غرينادا خلال جولتهما في منطقة البحر الكاريبي في عام 2019. وتم استقبال الزوجين بحفل في مبنى البرلمان في غرينادا، وحضرا حفل استقبال لمشاهدة مجموعة متنوعة من المعارض، بما في ذلك الزهور من معرض تشيلسي للزهور . في بيت الشوكولاتة، قام الزوجان بجولة في المركز، وتذوقوا ألواح الشوكولاتة وشاي الكاكاو ، قبل مقابلة المزارعين ومصنعي الشوكولاتة. وفي وقت لاحق، قام الزوجان بزيارة معرض Carenage والتقيا بمالك ومشغلي Renegade Rum. حضر أمير ويلز لاحقًا مائدة مستديرة حول الاقتصاد الأزرق في منتجع Spice Island Beach، وزار موقع الغوص Mount Cinnamon لمشاهدة معرض حول الاقتصاد الأزرق على الشاطئ. 
كان من المقرر أن يزور إيرل وكونتيسة ويسيكس غرينادا في عام 2022 للاحتفال باليوبيل البلاتيني للملكة ، ولكن تم تأجيل جولتهما بعد محادثات مع حكومة الجزيرة والحاكم العام. وقيل إن ممثلي لجنة التعويضات الوطنية في غرينادا كانوا يخططون للقاء الزوجين ومناقشة الروابط السابقة بين بريطانيا والعائلة المالكة والعبودية في المنطقة.

## الرأي العام
في الاستفتاء الدستوري الغرينادي لعام 2016، رفض 56.7% من الناخبين اقتراحًا باستبدال مجلس الملكة الخاص كمحكمة الاستئناف النهائي في غرينادا، وإزالة الإشارات إلى الملك من قسم الولاء.   كما تم رفض الاستفتاء الثاني بشأن استبدال المجلس الملكي الخاص، الذي عقد في عام 2018، وهذه المرة بنسبة 55.2٪ من الناخبين.
في عام 2023، حثت لجنة التعويضات الوطنية في غرينادا الحكومة على بدء عملية بدء محادثة وطنية بشأن التحول إلى جمهورية. قبل تتويج الملك تشارلز الثالث في عام 2023، أعرب رئيس الوزراء ديكون ميتشل عن أمله في أن يحدث الانتقال خلال زعامته،  بينما وجد استطلاع للرأي أجراه اللورد أشكروفت في نفس الشهر أن 56٪ من سكان غرينادا يؤيدون بقاء غرينادا ملكية، مقابل 42٪ يؤيدون الجمهورية. تأسست منظمة غير ربحية غير مسجلة، رابطة غرينادا الملكية ، في فبراير 2024 بهدف الترويج للملكية الغرينادية والتثقيف بشأنها. تعمل المنظمة كجمعية تطوعية وشاركت في حملات عامة لصالح الحفاظ على النظام الملكي والرموز الملكية الأخرى، مثل قسم الولاء للملك.

## قائمة الملوك الغريناديين
| لَوحَة | الاسم الملكي (الولادة – الوفاة) | الحكم على غرينادا | الحكم على غرينادا | الاسم الكامل           | زوجة            | منزل   |
| لَوحَة | الاسم الملكي (الولادة – الوفاة) | يبدأ              | نهاية             | الاسم الكامل           | زوجة            | منزل   |
| --- | ------------------------------- | ----------------- | ----------------- | ---------------------- | --------------- | ------ |
| | إليزابيث الثانية (1926–2022)    | 7 فبراير 1974     | 8 سبتمبر 2022     | إليزابيث ألكسندرا ماري | فيليب ماونتباتن | وندسور |
| الحكام العامون: السير ليو دي جيل ، السير بول سكاون ، السير ريجينالد بالمر ، السير دانيال ويليامز ، السير كارليل جلين ، السيدة سيسيل لا غريناد رؤساء الوزراء: السير إريك جيري ، موريس بيشوب ، برنارد كوارد ، الجنرال هدسون أوستن ، نيكولاس براثويت ، هربرت بليز ، بن جونز ، جورج بريزان ، كيث ميتشل ، تيلمان توماس ، ديكون ميتشل | إليزابيث الثانية (1926–2022)    |                   |                   |                        |                 |        |
| | تشارلز الثالث (مواليد 1948)     | 8 سبتمبر 2022     | حاضر              | تشارلز فيليب آرثر جورج | كاميلا شاند     | وندسور |
| الحاكم العام: السيدة سيسيل لا جريناد رؤساء الوزراء: ديكون ميتشل | تشارلز الثالث (مواليد 1948)     |                   |                   |                        |                 |        |